# وندیش وارن
وندیش وارن (به آلمانی: Wendisch Waren) یک منطقهٔ مسکونی در آلمان است که در گلدبرگ واقع شده‌است. وندیش وارن ۳۶۲ نفر جمعیت دارد.